# Макдауэлл, Эфраим
Эфраим Макдауэлл (англ. Ephraim McDowell; 11 ноября 1771, Рокбридж, Виргиния — 25 июня 1830, Данвилл, Кентукки) — американский врач — гинеколог и хирург. Провёл первую в мире овариотомию.

## Биография
Эфраим Макдауэлл родился в 1771 году в округе Рокбридж (Виргиния). Он был девятым ребёнком из одиннадцати в семье Сэмюэля (англ.) и Мэри Макдауэллов. Его отец участвовал во Франко-индейской войне и в Американской революции. В 1784 году семья Макдауэллов переехала в Дэнвилл (Кентукки).
Примерно в пятнадцать лет Эфраим Макдауэлл уехал в Стонтон (Виргиния), чтобы учиться медицине у Александра Хамфриса (англ.). В 1793 году он начал учёбу в Эдинбургском университете, где испытал влияние хирурга и анатома Джона Белла (англ.). Не окончив обучение, в следующем году Макдауэлл вернулся в Америку. В 1795 году он открыл медицинскую практику в Дэнвилле.
В декабре 1809 году он был вызван к Джейн Тодд Кроуфорд, которая жила недалеко от Дэнвилла. Она считалась беременной, но после осмотра Макдаэулл понял, что у неё крупная опухоль яичника. В то время медицина не знала никакого лечения для таких случаев. Тем не менее, Макдауэлл решил попытаться удалить опухоль. Операция проходила в доме врача в Дэнвилле 25 декабря. Во время 25-минутной операции он успешно удалил 20-фунтовую опухоль. Джейн Кроуфорд выздоровела и прожила до 79-ти лет.
Макдауэлл продолжил операции. Статью о первых трёх случаях он опубликовал только в 1817 году. Сначала коллеги с недоверием отнеслись к отчёту Макдауэлла. Английский врач Джеймс Джонсон утверждал: «Несмотря на всё, что написано об этой жестокой операции, мы совершенно не верим, что она могла пройти успешно» (In despite of all that has been written regarding this cruel operation we entirely disbelieve that it has been performed with success), однако позднее Джонсон переменил своё мнение и попросил прощения у Макдауэлла. Всего Макдауэлл провёл тринадцать овариотомий, из которых восемь завершились успешно. В 1879 году американский хирург Сэмюэль Дэвид Гросс (англ.) назвал его отцом овариоэктомии. Его также называют родоначальником абдоминальной хирургии и оперативной гинекологии.
Макдауэлл был знаком с двумя будущими президентами США. В 1812 году он лечил Джеймса Полка, а в 1822 году генерал Эндрю Джексон помогал ему во время одной из операций. В 1823 году Макдауэлл получил почётную степень Мэрилендского университета. Оставшуюся жизнь он прожил в Дэнвилле, где умер в 1830 году от аппендицита и перитонита.
Статуя Макдауэлла установлена в Капитолии.